# ابله (رمان)
اَبله (به روسی: Идиот) رمانی از نویسندهٔ روسی سدهٔ نوزدهم، فیودور داستایوفسکی، است. این رمان نخستین‌بار به‌صورت پاورقی دنباله‌دار در مجلهٔ پیک روسی در سال‌های ۱۸۶۸–۱۸۶۹ منتشر شد.
عنوان رمان ارجاعی کنایه‌آمیز به شخصیت مرکزی آن، شاهزاده میشکین (لِف نیکولایویچ میشکین)، یک نجیب‌زاده جوان است که خوبی، سادگی بی‌ریا، و عدم نیرنگ‌بازی‌اش باعث می‌شود بسیاری از شخصیت‌های دنیادیده‌ای که با او روبه‌رو می‌شوند، به اشتباه تصور کنند که او فاقد هوش و بینش است. داستایوفسکی در شخصیت شاهزاده میشکین، تلاش داشت تا «انسانی نیک و زیبا» را به تصویر بکشد. این رمان پیامدهای قرار دادن چنین فردی را در مرکز کشمکش‌ها، امیال، احساسات و خودمحوری‌های جامعهٔ دنیوی بررسی می‌کند، هم برای خود فرد و هم برای کسانی که با او درگیر می‌شوند.
جوزف فرانک ابله را «شخصی‌ترین اثر در میان تمامی آثار مهم داستایوفسکی، کتابی که در آن او عزیزترین و مقدس‌ترین باورهایش را تجسم بخشیده است» توصیف می‌کند. این رمان شامل توصیف‌هایی از برخی از شدیدترین مصائب شخصی او، همچون صرع و اعدام نمایشی، است و مضامین اخلاقی، معنوی و فلسفی برخاسته از آن‌ها را کاوش می‌کند. انگیزهٔ اصلی داستایوفسکی در نگارش این رمان آن بود که آرمان والای خود، یعنی عشق راستین مسیحی، را در کورهٔ آزمون جامعهٔ روسیهٔ معاصر قرار دهد.
روش هنری داستایوفسکی که در آن ایدهٔ مرکزی خود را به‌دقت مورد آزمون قرار می‌داد، به این معنا بود که نویسنده همواره نمی‌توانست مسیر داستان را در حین نوشتن پیش‌بینی کند. رمان ساختاری نامتعارف دارد، و بسیاری از منتقدان به سازماندهی ظاهراً آشفتهٔ آن اشاره کرده‌اند. به گفتهٔ گری سال مورسون، «ابله تمامی معیارهای نقد ادبی را زیر پا می‌گذارد، اما با این حال به‌نوعی موفق به دستیابی به عظمتی واقعی می‌شود». خود داستایوفسکی معتقد بود که این آزمایش به‌طور کامل موفقیت‌آمیز نبود، اما این رمان همچنان اثر موردعلاقهٔ او در میان آثارش باقی ماند. او در نامه‌ای به نیکلای استراخوف نوشت: «بخش‌هایی از رمان را با عجله نوشته‌ام، برخی قسمت‌ها بیش از حد پراکنده‌اند و خوب از کار درنیامده‌اند، اما برخی بخش‌ها خوب از کار درآمده‌اند. من از خود رمان دفاع نمی‌کنم، اما از ایده‌اش دفاع می‌کنم».

## پیش‌زمینه
در سپتامبر ۱۸۶۷، زمانی که داستایوفسکی کار بر روی آنچه که قرار بود «ابله» شود را آغاز کرد، او به‌همراه همسر جدیدش، آنا داستایوسکایا، در سوئیس زندگی می‌کرد و از روسیه گریخته بود تا از دست طلبکارانش بگریزد. آن‌ها در فقر شدید به سر می‌بردند و دائماً مجبور بودند پول قرض بگیرند یا اموال خود را گرو بگذارند. آن‌ها پنج بار به دلیل عدم پرداخت اجاره از محل سکونت خود اخراج شدند و تا زمانی که رمان در ژانویهٔ ۱۸۶۹ به پایان رسید، در چهار شهر مختلف در سوئیس و ایتالیا سکونت داشتند. در این مدت، داستایوفسکی گهگاه دچار اعتیادش به قمار می‌شد و اندک پولی که داشتند را روی میزهای رولت از دست می‌داد. او همچنین به‌طور منظم دچار حملات شدید صرعی می‌شد، از جمله در زمانی که آنا در حال زایمان دخترشان، سوفیا، بود، که این امر باعث تأخیر در مراجعه به ماما شد. نوزاد تنها سه ماه زنده ماند و داستایوفسکی خود را مقصر مرگ او می‌دانست.
دفترچه‌های یادداشت داستایوفسکی از سال ۱۸۶۷، آشفتگی عمیق او در مورد مسیر رمان را آشکار می‌سازند. طرح‌های داستانی و توصیفات شخصیت‌ها به‌تفصیل تدوین شدند، اما به‌سرعت کنار گذاشته شده و با طرح‌های جدید جایگزین شدند. در یکی از پیش‌نویس‌های اولیه، شخصیتی که قرار بود بعدها شاهزاده میشکین شود، مردی شرور بود که مرتکب جنایات وحشتناکی، از جمله تجاوز به خواهرخواندهٔ خود (ناستاسیا فیلیپوونا)، می‌شد و تنها از طریق ایمان به مسیح به سوی نیکی هدایت می‌شد. اما تا پایان همان سال، ایده‌ای کاملاً جدید به‌طور قطعی اتخاذ شده بود. در نامه‌ای به آپولون مایکوف، داستایوفسکی توضیح داد که شرایط دشوارش او را «وادار» کرده بود تا به ایده‌ای که مدت‌ها دربارهٔ آن اندیشیده، اما از آن هراس داشته و خود را از نظر هنری برای آن آماده نمی‌دانسته است، متوسل شود. این ایده، «به تصویر کشیدن انسانی کاملاً زیبا» بود.
به‌جای آنکه مردی را به سوی نیکی سوق دهد، او می‌خواست از شخصی آغاز کند که پیشاپیش روحی مسیحی، ذاتاً بی‌گناه و عمیقاً دلسوز دارد، و او را در برابر پیچیدگی‌های روان‌شناختی، اجتماعی و سیاسی دنیای معاصر روسیه قرار دهد. مسئله فقط این نبود که آن مرد نیک چگونه به جهان واکنش نشان می‌دهد، بلکه این نیز بود که جهان چگونه به او واکنش نشان می‌دهد. با طراحی مجموعه‌ای از صحنه‌های رسوایی‌آمیز، داستایوفسکی می‌خواست «احساسات هر شخصیت را بسنجد و ثبت کند که هرکدام در واکنش به میشکین و سایر شخصیت‌ها چه خواهند کرد».
مشکل این روش این بود که خود او نیز از پیش نمی‌دانست که شخصیت‌ها چگونه واکنش نشان خواهند داد، و در نتیجه قادر نبود طرح یا ساختار رمان را از پیش برنامه‌ریزی کند. با این حال، در ژانویهٔ ۱۸۶۸، نخستین فصل‌های «ابله» برای انتشار در «پیک روسی» ارسال شد.

## نوشتن ابله
داستایفسکی، نوشتن ابله را در سپتامبر ۱۸۶۷ در ژنو آغاز کرد و آن را در ژانویه ۱۸۶۹ در فلورانس به پایان رساند. در این مدت، او و همسر دومش، آنّا گریگوری‌یِونا، روسیه را برای فرار از طلبکاران ترک کرده بودند. آنها در فقر شدید با وام گرفتن پی‌درپی و گرو گذاشتن وسایل خود زندگی می‌کردند. در عین حال داستایفسکی شدیداً به قمار معتاد شده بود، و اغلب آنقدر بازی می‌کرد تا تمام پولش را می‌باخت. به طوری که آنها را پنج بار از محل اقامتشان بیرون کردند و تا پیش از پایان یافتن رمان ابله، در چهار شهر مختلف سوئیس و ایتالیا زندگی کردند. در این میان، سوفیا، اولین فرزندشان نیز در سه ماهگی، در مِه ۱۸۶۸ از دنیا رفت.
یادداشت‌های داستایفسکی در سال ۱۸۶۷ نشان می‌دهد که او داستان و شخصیت‌های متفاوتی برای این رمان طرح کرده بود. تا اینکه سرانجام به ایده اولیه خود یعنی به تصویر کشیدن انسانی ذاتاً خوب و معصوم برگشت و کتاب را بر همین اساس نوشت.

## خلاصه داستان
پرنس میشکین، تنها بازمانده یک خاندان اشرافی ورشکسته است. او در نوجوانی، تحت سرپرستی خویشاوندی خیّر برای معالجه افسردگی عصبی‌اش به سوئیس می‌رود. داستان زمانی آغاز می‌شود که او در کوپه قطار، پس از مدتی طولانی و در حال بازگشت به وطن، با دو مسافرِ دیگر کوپه آشنا می‌شود. راگوژین، همسفر جوان و تندخو و سرسخت او، در راه سفر، سفره دل خود را پیش میشکین می‌گشاید و داستان عشق آتشین خود به ناستازیا فیلیپونیا را بازمی‌گوید. پرنس میشکین و راگوژین چون به سن پترزبورگ می‌رسند، از یکدیگر جدا می‌شوند و پرنس نزد ژنرال یپانچین، شوهر یکی از خویشاوندان دور خود، می‌رود به این امید که در زندگی تازه‌ای که می‌خواهد آغاز کند پشتیبانش باشد.
کتاب داستان رویارویی شخصیتهای جوان طبقه مرفه روسیه است که از سر عشق یا غرور درگیر عواطف و فشارهای روحی می‌شوند و در تلاشند موقعیت خود را مستحکم کنند. در این میان پرنس میشکین به عنوان شخصیتی معرفی می‌شود که ذاتاً ساده‌دل است و به هر کس اعتماد می‌کند؛ به اضافه اینکه اقامت طولانی‌اش در آسایشگاه سوییسی باعث بی‌تجربگی کامل او در زندگی شده است. به هیمن دلیل همه او را ابتدا ابلهی می‌شمارند اما احترام همه را به خود جلب می‌کند.

## شخصیت‌های داستان
- پرنس لی‌یف (لِف) نیکلایویچ میشکین: مرد قهرمان داستان که صرع دارد.
- ناستازیا فیلیپونیا باراشکووا: دختری که ژنرال یپانچین، روگوژین و پرنس میشکین عاشقش هستند
- پارفیون سمیونوویچ راگوژین: مردی که پرنس در قطار با او آشنا شد و همچنین عاشق ناستازیا
- لیزاویِتا پروکوفیِونا یپانچینا: از خویشاوندان دور پرنس میشکین و همسر ژنرال یپانچین
- ژنرال ایوان فیودوروویچ یپانچین: مردی متمول و جاافتاده که پرنس برای حمایت به او مراجعه می‌کند
- الکساندرا ایوانُونا یپانچینا: دختر بزرگ ژنرال یپانچین
- آدِلائیدا ایوانُونا یپانچینا: دختر دوم ژنرال یپانچین که نقاشی می‌کند
- آگلایا ایوانُونا یپانچینا: دختر کوچک ژنرال یپانچین، رقیب عشقی ناستازیا فیلیپونیا
- ایپولیت ترنتیف: جوانی نهیلیست که سل دارد و آخرین روزهای عمر را طی می‌کند
- لوکیان تیمافییویچ لیبیدی‌یِف: کارمندی که در قطار با پرنس میشکین و راگوژین آشنا می‌شود
- آفاناسی ایوانوویچ توتسکی: سرپرست ناستازیا فیلیپونیا
- ایوان پتروویچ پتیتسین: دوست گانیا که در کار صرافی و رباست
- گانیا (گاوریلا آردالیونوویچ ایولگین): مشاور جوان ژنرال که هم به ناستازیا و هم به آگلایا ابراز عشق کرده است
- کولیا (نیکلای آردالیونوویچ ایولگین): برادر کوچک گانیا، دوست ایپولیت و معتمد بسیاری از شخصیتهای داستان
- واریا (واروارا آردالیونُونا پتیتسینا): خواهر گانیا، همسر پتیتسین
- ژنرال ایولگین: پدر بازنشسته و الکی گانیا، کولیا و واریا
- نینا الکساندروونا: مادر گانیا، کولیا و واریا
- پرنس سچ: اشراف‌زاده‌ای که با آدلائیدا ازدواج می‌کند
- یوگنی پاولویچ: دوست خانوادگی یپانچین‌ها که احتمال می‌رود از آگلایا خواستگاری کرده باشد
- فردیشچنکو: بیکاره الکلی و دوست ناستازیا
- آنتیپ بوردوفسکی: مرد جوانی که به اشتباه می‌پندارد پسر حامی پرنس میشکین است
- کلر: گروهبان بازنشسته و حاضر در صحنه‌های دعوا
- ورا لوکیانوونا: دختر نوجوان لوکیان لیبدی‌یف
- لیوبچکا: فرزند نوزاد لوکیان لیبدی‌یف

## ترجمه فارسی
برای اولین بار، در سال ۱۳۳۳ مشفق همدانی رمان ابله را از روی ترجمه انگلیسی آن به فارسی برگرداند. پس از آن مترجمان بسیاری این کتاب را به فارسی ترجمه کرده‌اند که بعضی چندین بار تجدید چاپ شده است. از این میان ترجمه سروش حبیبی از متن روسی در سال ۱۳۸۳ توسط نشر چشمه به چاپ رسید و تا سال ۱۴۰۰ بیست و هفت بار تجدید چاپ شد. ترجمهٔ مهری آهی نیز چند دهه پس از درگذشت مترجم، با تلاش ضیاءالدین فروشانی در سال ۱۳۹۵ توسط انتشارات خوارزمی منتشر شد. دیگر مترجم‌ها عبارتند از: آرزو خلجی مقیم (انتشارات نیک فرجام) نسرین مجیدی (نشر روزگار)، آرا جواهری (نشر پارمیس)، پرویز شهدی (نشر مجید)، اصغر اندرودی (نشر ناژ)، زهره کدخدازاده (نشر نوید ظهور)، منوچهر بیگدلی خمسه (نشر نگارستان کتاب)، کیومرث پارسای (نشر سمیر).

## موضوعات

### خداناباوری
در رمان ابله، فیودور داستایوفسکی به شکلی گسترده به دو مفهوم متقابل بی‌خدایی و ایمان مسیحی (ارتدکس روسی) می‌پردازد. داستایوفسکی بر این باور بود که انسان برای معنا بخشیدن به زندگی، نیازمند ایمان به جاودانگی روح است و مسیح را تجسم زیبایی، حقیقت، برادری و روح روسیه می‌دانست. شخصیت شاهزاده میشکین در ابتدا قرار بود تجسم این ایده والای مسیحیت روسی باشد. اما با غرق شدن در دنیای مادی‌گرای اواخر قرن نوزدهم روسیه، باورهای او دائماً مورد آزمایش قرار می‌گیرند. مسیحیت میشکین نه یک عقیده یا مجموعه‌ای از باورها، بلکه روشی است که او در روابط خود با دیگران به‌طور طبیعی و بی‌واسطه زندگی می‌کند. حضور او باعث می‌شود موانع طبقاتی بین افراد فرو بریزد و پیوندهای انسانی شکل بگیرد.
ایپولیت ترنتیف، نیهیلیست جوان، چالشگر اصلی دیدگاه میشکین در رمان است. در بخش سوم، او در مقاله‌ای با عنوان توضیحی اساسی که در جشن تولد شاهزاده می‌خواند، به شکل منسجم بی‌خدایی را تبیین می‌کند. این بحث نخستین‌بار در گفت‌وگوی میان میشکین و روگوژین در بخش دوم مطرح می‌شود، زمانی که آنها به تابلوی مسیح مرده اثر هانس هلباین در خانه روگوجین نگاه می‌کنند. روگوجین اعتراف می‌کند که این نقاشی در حال فرسایش ایمان اوست. این تابلو برای داستایوفسکی اهمیت ویژه‌ای داشت، زیرا در آن تقابل میان ایمان مسیحی و آنچه آن را نفی می‌کند، بازتاب یافته است.
ایپولیت استدلال می‌کند که این نقاشی، که به شکلی واقع‌گرایانه بدن رنج‌کشیده و در حال تجزیه مسیح را در قبر نشان می‌دهد، پیروزی طبیعت کور بر مفهوم جاودانگی در خداوند را تصویر می‌کند. برخلاف میشکین، ایپولیت قادر به درک هماهنگی و وحدت تمام هستی نیست؛ حسی که میشکین پیش از حملات صرع خود تجربه می‌کند. ازاین‌رو، قوانین اجتناب‌ناپذیر طبیعت برای ایپولیت وحشتناک به نظر می‌رسند، به‌ویژه در مواجهه با مرگ قریب‌الوقوع خودش بر اثر بیماری سل.

### گناه و بی‌گناهی
داستایوفسکی در یادداشت‌های خود، پرنس را از دیگر شخصیت‌های نمونه‌ای در ادبیات که با فضیلت شناخته می‌شوند (مانند دون کیشوت و پیکویک) متمایز می‌کند و به جای تأکید بر جنبه کمیک، بر معصومیت او تأکید دارد. از یک جهت، معصومیت میشکین وسیله‌ای برای طنز است، زیرا فساد و خودمحوری اطرافیانش را به وضوح نمایان می‌سازد. اما این معصومیت، جدی است نه کمیک، و او به دلیل فرض وجود این معصومیت در همه انسان‌ها، حتی در حالی که دیگران به او می‌خندند یا سعی دارند او را فریب دهند و از او سوءاستفاده کنند، بینشی عمیق‌تر نسبت به روان‌شناسی بشر دارد. نمونه‌هایی از این ترکیب معصومیت و بصیرت را می‌توان در تعاملات میشکین با تقریباً همه شخصیت‌های دیگر یافت. او خود این موضوع را در گفت‌وگویی با کلر، مردی فریبکار اما «شریف» که اعتراف می‌کند به دلایلی هم نجیب (در پی راهنمایی معنوی) و هم سودجویانه (برای قرض گرفتن مبلغ زیادی پول) نزد پرنس آمده است، توضیح می‌دهد. پرنس پیش از آنکه کلر اشاره‌ای کند، حدس می‌زند که برای پول آمده و بدون تکبر با او دربارهٔ پدیده روان‌شناختی «افکار دوگانه» گفت‌وگو می‌کند:

دو فکر هم‌زمان شکل گرفتند، این اتفاق خیلی زیاد می‌افتد… فکر می‌کنم این چیز بدی است و می‌دانی، کلر، بیش از هر چیز خودم را بابت آن سرزنش می‌کنم. آنچه تو اکنون گفتی می‌توانست دربارهٔ من هم باشد. من حتی گاهی فکر کرده‌ام که همه انسان‌ها همین‌گونه هستند، زیرا مبارزه با این افکار دوگانه وحشتناک دشوار است… در هر صورت، من قاضی تو نیستم… تو با حیله و اشک تلاش کردی پولی از من بگیری، اما خودت قسم می‌خوری که هدفت از این اعتراف چیز دیگری، چیزی شریف بوده است؛ اما پول را برای خوش‌گذرانی می‌خواهی، این‌طور نیست؟ و پس از چنین اعترافی، این یک ضعف است، البته. اما چگونه می‌توان از خوش‌گذرانی در یک لحظه دست کشید؟ غیرممکن است. پس چه باید کرد؟ بهتر است آن را به وجدان خودت واگذار کنیم، نظر تو چیست؟

اگرچه آگلایا ایوانونا گاهی از منفعل بودن ظاهری او خشمگین می‌شود، اما این جنبه از معصومیت میشکین را درک می‌کند و در گفت‌وگویشان در «نیمکت سبز» آن را بیان می‌کند، آنجا که از «دو بخش ذهن: یکی مهم و یکی نامهم» سخن می‌گوید.
ناستاسیا فیلیپونیا شخصیتی است که نبرد درونی بین معصومیت و گناه را مجسم می‌کند. از شانزده‌سالگی، تحت سلطه و سوءاستفاده جنسی توتسکی بوده و درونی، انگ اجتماعی خود را به عنوان زنی فاسد پذیرفته است. اما این باور، پیوندی تنگاتنگ با ضد خود دارد—حس معصومیت شکسته کودکی قربانی که در جست‌وجوی احقاق حق خویش است. این ترکیب شخصیتی بیرونی بدبین و ویرانگر را می‌سازد که در پس آن، فردی شکننده و عمیقاً آسیب‌دیده پنهان است. هنگامی که پرنس با او سخن می‌گوید، تنها با این «هستی درونی» او سخن می‌گوید و ناستاسیا در او تصویری از تحقق رؤیای دیرین معصومیت خود می‌بیند. اما صدای خودویرانگر احساس گناه او، که ارتباط نزدیکی با میل به معصومیت دارد، محو نمی‌شود و مدام بازمی‌گردد. میشکین درمی‌یابد که در تأکید مکرر او بر شرم خود، «لذتی وحشتناک و غیرطبیعی نهفته است، گویی نوعی انتقام از کسی است.» نمود بیرونی اصلی آن، انتخاب مکرر برای تسلیم شدن در برابر شیفتگی بیمارگونه روگوژین به اوست، با علم به اینکه این مسیر تقریباً قطعاً به مرگ او خواهد انجامید.
تم نبرد درونی میان معصومیت و گناه به شکلی خاص در بسیاری از شخصیت‌های رمان دیده می‌شود. ژنرال ایولگین، برای مثال، مدام دروغ‌های گزاف می‌گوید، اما برای کسانی که او را درک می‌کنند (مانند میشکین، لیبدی‌یف و کولیا)، او نجیب‌ترین و صادق‌ترین مردان است. او از سر ضعف، دزدی می‌کند، اما از شدت شرم چنان متأثر می‌شود که دچار سکته می‌گردد. لیبدی‌یف مدام در حال نیرنگ و دسیسه است، اما در عین حال عمیقاً مذهبی است و گه‌گاه دچار حملات شدید خودبیزاری ناشی از احساس گناه می‌شود. خود میشکین نیز تمایل زیادی به احساس شرم نسبت به افکار و اعمال خود دارد. هنگامی که روگوژین تا مرز حمله به او با چاقو پیش می‌رود، میشکین خود را به همان اندازه مقصر می‌داند، زیرا ظن‌های ناخودآگاه خودش همانند انگیزه‌های ناخودآگاه روگوژین بود. هنگامی که بوردوفسکی، که با گستاخی از او طلب پول کرده، به‌خاطر تلاش‌هایش برای کمک به او بیشتر احساس توهین می‌کند، میشکین خود را بابت بی‌ظرافتی و فقدان مهارت اجتماعی سرزنش می‌کند.

### درونمایه‌های زندگی‌نامه‌ای

#### مجازات اعدام
در سال ۱۸۴۹، داستایوفسکی به‌دلیل مشارکت در فعالیت‌های محفل پتراشفسکی به اعدام با جوخه آتش محکوم شد. اندکی پس از دوره بازجویی و محاکمه، او و دیگر زندانیان بدون هشدار قبلی به میدان سمیونوفسکی برده شدند، جایی که حکم مرگ بر آنان خوانده شد. سه زندانی نخست به ستون‌ها بسته شدند و روبه‌روی جوخه آتش قرار گرفتند؛ داستایوفسکی در میان گروه بعدی بود. درست هنگامی که اولین تیرها شلیک می‌شدند، پیامی از تزار رسید که حکم اعدام را به کار اجباری در سیبری کاهش می‌داد.
این تجربه تأثیر عمیقی بر داستایوفسکی گذاشت، و در بخش ۱ از ابله (که بیست سال پس از این واقعه نوشته شد) شخصیت شاهزاده میشکین بارها به‌تفصیل دربارهٔ موضوع اعدام سخن می‌گوید. در یکی از این موارد، در گفتگو با زنان خاندان اپانچین، او حکایتی را تعریف می‌کند که دقیقاً تجربهٔ خود داستایوفسکی را بازتاب می‌دهد. مردی ۲۷ ساله که مرتکب یک جرم سیاسی شده بود، همراه با همراهانش به پای چوبهٔ دار آورده شد، جایی که حکم اعدام با تیرباران برایشان خوانده شد. بیست دقیقه بعد، پس از تکمیل تمام مقدمات اجرای حکم، آن‌ها به‌طور غیرمنتظره‌ای مورد عفو قرار گرفتند، اما در طول آن بیست دقیقه، آن مرد با یقین کامل زندگی کرد که به‌زودی با مرگ ناگهانی روبه‌رو خواهد شد. به گفتهٔ این مرد، ذهن چنان در برابر واقعیت مرگ قریب‌الوقوع خود پس می‌زند که تجربهٔ زمان به‌کلی تغییر می‌کند. هرچه لحظه نزدیک‌تر می‌شود، ذهن با سرعتی فزاینده کار می‌کند، و باعث می‌شود که زمان به‌طور متناسب گسترش یابد، حتی تا حدی که مقدار اندک زمان انسانی باقی‌مانده درونی به‌شدت طولانی و تحمل‌ناپذیر به نظر برسد. سرانجام، آن مرد گفت که او «آرزوی آن را داشت که هرچه زودتر تیرباران شود».
موضوع اعدام نخستین بار پیش‌تر در بخش ۱ مطرح می‌شود، زمانی که شاهزاده در انتظار دیدار با ژنرال اپانچین، با یکی از خدمتکارانش گفتگو می‌کند. او داستانی هولناک از یک اعدام با گیوتین که به‌تازگی در فرانسه شاهد آن بوده است را بازگو می‌کند. سپس شرح خود را با تأملات شخصی‌اش دربارهٔ وحشت مرگ از طریق اعدام به پایان می‌رساند:
... دردناک‌ترین و وحشتناک‌ترین چیز نه در خود زخم‌ها، بلکه در این واقعیت نهفته است که شما با اطمینان کامل می‌دانید که در فاصلهٔ یک ساعت، سپس ده دقیقه، سپس نیم دقیقه، و در نهایت در همین لحظه—روحتان از بدنتان پرواز خواهد کرد، و دیگر انسان نخواهید بود، و این امری قطعی است؛ نکتهٔ اصلی این است که این امر قطعی است. وقتی سر خود را درست زیر گیوتین قرار می‌دهید و صدای تیغه‌ای که بالای سرتان پایین می‌آید را می‌شنوید، آن یک‌چهارم ثانیه از همه وحشتناک‌تر است… چه کسی می‌تواند بگوید که طبیعت انسان قادر به تحمل چنین چیزی است بدون آنکه دیوانه شود؟ چرا چنین تمسخری—زشت، بیهوده، بی‌معنا؟ شاید مردی که حکم او خوانده شده، و به او اجازه داده شده که رنج بکشد، و سپس به او گفته شده: «برو، تو عفو شده‌ای»، بتواند دربارهٔ آن سخن بگوید. این همان رنج و وحشتی است که مسیح از آن سخن گفته است. نه، با یک انسان نباید چنین رفتاری شود!
بعداً، هنگامی که او با خواهران اپانچین صحبت می‌کند، شاهزاده به آدلائیدا، که از او موضوعی برای نقاشی خواسته بود، پیشنهاد می‌کند که چهرهٔ یک محکوم را یک دقیقه پیش از سقوط تیغهٔ گیوتین به تصویر بکشد. او با دقت دلایل خود را برای این پیشنهاد توضیح می‌دهد، به احساسات و افکار مرد محکوم وارد می‌شود، و با جزئیات دقیق توصیف می‌کند که این نقاشی چگونه باید باشد. در این توصیف، میشکین به بررسی درونی‌تر تجربهٔ محکوم از گذر زمان پرداخته و می‌پرسد: ذهن در یک‌دهم ثانیهٔ آخر، هنگامی که صدای تیغهٔ آهنی را در حال فرود شنیده، چه احساسی را تجربه می‌کند؟ و چه اتفاقی رخ می‌دهد اگر، همان‌طور که برخی معتقدند، ذهن برای مدتی پس از جدا شدن سر به کار خود ادامه دهد؟ شاهزاده بدون پاسخ دادن صحبتش را قطع می‌کند، اما تلویحاً این نکته را مطرح می‌کند که قربانی این 'لحظات' وحشت غیرقابل توصیف را همچون بازه‌های زمانی وسیعی تجربه می‌کند.
در بخش ۲، شخصیت معمولاً طنزآمیز لیبدی‌یف نیز دربارهٔ وحشت لحظهٔ پیش از اعدام تأمل می‌کند. در میان یک مشاجرهٔ شدید با برادرزادهٔ نیست‌انگار خود، او همدردی عمیقی برای روح کنتس دو باری ابراز می‌کند، که در ترس و وحشت روی گیوتین جان سپرد، در حالی که برای نجات جانش به جلاد التماس می‌کرد.

### صرع
داستایوفسکی در بیشتر سال‌های بزرگسالی خود از نوعی غیرمعمول و گاه به‌شدت ناتوان‌کننده از صرع لوب گیجگاهی رنج می‌برد. در سال ۱۸۶۷ (همان سالی که نوشتن ابله را آغاز کرد) در نامه‌ای به پزشکش نوشت: «این صرع در نهایت مرا از پا خواهد انداخت… حافظه‌ام کاملاً مختل شده است. دیگر مردم را نمی‌شناسم… از دیوانه شدن یا سقوط به ورطهٔ بلاهت می‌ترسم». حملات داستایوفسکی با دوره‌ای کوتاه از تجربه‌ای سرشار از سرخوشی عرفانی همراه بود که او آن را چنان ارزشمند می‌دانست که حاضر بود سال‌ها، یا حتی تمام زندگی‌اش را برای آن بدهد. بیماری‌ای مشابه نقشی مهم در شخصیت‌پردازی شاهزاده میشکین دارد، بخشی به این دلیل که شدت بیماری و پیامدهای آن (گیجی، فراموشی، نقص زبانی و غیره) نقش بسزایی در شکل‌گیری اسطورهٔ 'ابله' بودن او ایفا می‌کند.
هرچند خود میشکین کاملاً آگاه است که او به هیچ وجه یک «ابله» به معنای تحقیرآمیز کلمه نیست، گاهی مناسب بودن این واژه را در ارتباط با وضعیت ذهنی خود در هنگام حملات شدید می‌پذیرد. او گهگاه به دورهٔ پیش از روایت و پیش از بستری شدنش در یک آسایشگاه در سوئیس اشاره می‌کند، زمانی که علائم بیماری مزمن بودند و او واقعاً «تقریباً یک ابله» بود. با این حال، به‌طور پارادوکسیکال، روشن است که برخی از جنبه‌های این بیماری به‌طور عمیقی با شدت گرفتن قابلیت‌های ذهنی او مرتبط هستند و نقش مهمی در شکل‌گیری دغدغه‌های معنوی برتر او دارند:
... لحظه‌ای بود، تقریباً بلافاصله پیش از حملهٔ صرع، که در میان اندوه، تاریکی ذهنی، و فشاری که حس می‌کرد، ناگهان به نظر می‌رسید که مغزش شعله‌ور شده است، و با ضربه‌ای شگفت‌آور، همهٔ نیروهای حیاتی او به‌شدت متمرکز می‌شدند. در آن لحظات، احساس حیات و خودآگاهی ده برابر می‌شد… ذهن و قلب از نوری خارق‌العاده سرشار می‌شدند؛ تمام اضطراب‌هایش، تمام تردیدهایش، تمام نگرانی‌هایش در نوعی آرامش برتر حل می‌شدند، آرامشی پر از شادی هماهنگ و امید.
هرچند برای میشکین این لحظات نوعی درک از حقیقتی برتر را نمایان می‌کردند، او همچنین می‌دانست که «حالت خمودگی، تاریکی ذهنی، و بلاهت در پی این «لحظات برتر» قرار دارند». در پایان رمان، پس از آنکه روگوژین ناستاسیا فیلیپونیا را به قتل می‌رساند، به نظر می‌رسد که شاهزاده کاملاً در این تاریکی فرومی‌رود.

### مرگ و فناپذیری
آگاهی از اجتناب‌ناپذیری مرگ و تأثیری که این آگاهی بر روح زنده دارد، یکی از مضامین تکرارشونده در رمان است. شخصیت‌های متعددی، هرکدام بر اساس نوع خاص خودآگاهی‌شان، تحت تأثیر نزدیکی به مرگ شکل می‌گیرند. از میان آن‌ها، شاهزاده میشکین، ایپولیت، ناستاسیا فیلیپونیا، و روگوژین بیش از دیگران برجسته هستند.
حکایت مردی که از اعدام نجات یافت، نمونه‌ای از این مضمون است که از تجربهٔ شخصی نویسنده الهام گرفته شده است و ارزش خارق‌العادهٔ زندگی را که در لحظهٔ مواجهه با مرگ آشکار می‌شود، به تصویر می‌کشد. به گفتهٔ میشکین، وحشتناک‌ترین درک برای محکوم به مرگ، آگاهی از یک زندگی هدررفته است، و او را در تمنای نومیدانهٔ فرصتی دیگر می‌سوزاند. پس از نجات یافتن، آن مرد عهد می‌کند که هر لحظه از زندگی را با آگاهی از ارزش بی‌نهایت آن سپری کند (هرچند اعتراف می‌کند که نتوانسته است به عهد خود عمل کند). شاهزاده، که خود پس از گذراندن یک دورهٔ طولانی بر لبهٔ جنون، بیهوشی و مرگ، به زندگی بازگشته است، اکنون با شگفتی و سرور، زندگی را درک می‌کند و تمام سخنان، انتخاب‌های اخلاقی و روابطش با دیگران از این درک اساسی سرچشمه می‌گیرند. جوزف فرانک، با تکیه بر الهیات آلبرت شوایتزر، بینش شاهزاده را در بستر «تنش فرجام‌شناختی که روح اخلاق مسیحیت نخستین است و آموزهٔ آگاپه نیز از همان منظر پایان قریب‌الوقوع زمان درک شده است»، مورد بررسی قرار می‌دهد. میشکین تأکید می‌کند که در لحظات وجدآور پیش از حملهٔ صرع، او قادر است عبارت خارق‌العاده‌ای را از کتاب مکاشفه، ۱۰:۶، درک کند: «زمان دیگر نخواهد بود».
مانند میشکین، ایپولیت نیز در هراس از مرگ به سر می‌برد و احترامی مشابه برای زیبایی و رمزآلودگی زندگی دارد، اما جهان‌بینی خداناباورانه پوچ‌انگارانهٔ خودمحورش او را به نتایجی کاملاً متضاد سوق می‌دهد. درحالی‌که جهان‌بینی شاهزاده، نشان از زایش ایمان او به هماهنگی والاتر دارد، اشتغال ذهنی ایپولیت به مرگ، به نوعی کینهٔ متافیزیکی از قدرت مطلق طبیعت تبدیل می‌شود، کینه‌ای که بر بی‌تفاوتی کامل او نسبت به رنج بشر، چه در سطح کلی و چه به‌طور خاص در مورد رنج خودش، متمرکز است. داستایوفسکی بار دیگر در شخصیت ایپولیت به معضل وحشتناک یک محکوم به مرگ می‌پردازد. ایپولیت از بیماری خود به‌عنوان یک «حکم اعدام» سخن می‌گوید و خود را «یک انسان محکوم به مرگ» می‌نامد. در توضیح اساسی خود، او با شور و حرارت استدلال می‌کند که اقدام معنادار هنگامی که فرد از مرگ قریب‌الوقوع خود آگاه است، غیرممکن می‌شود. روح زنده به‌طور مطلق نیاز دارد که آیندهٔ خود را باز و نامشخص ببیند، نه از پیش تعیین‌شده، و در برابر تحمیل یک پایان قطعی، به‌شدت مقاومت می‌کند. ایپولیت این ایده را مطرح می‌کند که خودکشی تنها راه باقی‌مانده برای اوست تا در برابر حکم مرگ طبیعت، ارادهٔ خود را اثبات کند.